# Annur
Annur là một thị xã panchayat của quận Coimbatore thuộc bang Tamil Nadu, Ấn Độ.

## Địa lý
Annur có vị trí 11°14′B 77°08′Đ / 11,23°B 77,13°Đ Nó có độ cao trung bình là 338 mét (1108 feet).

## Nhân khẩu
Theo điều tra dân số năm 2001 của Ấn Độ, Annur có dân số 18.163 người. Phái nam chiếm 50% tổng số dân và phái nữ chiếm 50%. Annur có tỷ lệ 66% biết đọc biết viết, cao hơn tỷ lệ trung bình toàn quốc là 59,5%: tỷ lệ cho phái nam là 74%, và tỷ lệ cho phái nữ là 59%. Tại Annur, 10% dân số nhỏ hơn 6 tuổi.